# Risnjak
Risnjak je horský masiv v Chorvatsku. Je součást Dinárských Alp. Název je odvezen pravděpodobně od rysa nebo od místní rostliny s názvem risje. Nejvyšší vrchol pohoří se jmenuje Veliki Risnjak a má nadmořskou výšku 1528 m n. m. Nachází se v odlehlé části země, mezi městy Rijeka, Delnice a Čabar.
Celá oblast je chráněna jako Národní park Risnjak.
Mezi další vrcholy horského masivu patří ještě Sjeverni mali Risnjak (1434 m n. m.) a Južni mali Risnjak (1448 m n. m.) Všechny vrcholy jsou přístupné po několika místních turistických trasách. Svahy Risnjaku jsou zalesněné; vrcholky jsou zarostlé klečí, kterou na některých místech proráží části bílých skal. Pod vrcholky Risnjaku pramení řeka Kupa, která odsud teče směrem na východ.
V blízkosti hlavního vrcholu se nachází horská chata Šloserov dom.